# Passage de la Fonderie
Le passage de la Fonderie est une voie du 11e arrondissement de Paris, en France.

## Situation et accès
Le passage de la Fonderie est situé dans le 11e arrondissement de Paris. Il débute au 72, rue Jean-Pierre-Timbaud et se termine au 119, rue Saint-Maur.

## Origine du nom
Ce passage, situé dans un quartier industriel, conduisait à une fonderie. Une fonderie était une usine où l'on fondait des métaux à partir de minerais purifiés ou une usine qui fabriquait des objets en métal.